# Iperreattività bronchiale
Si intende per iperreattività bronchiale aspecifica una anomalia delle vie aeree che determina un restringimento eccessivo delle stesse in risposta ad uno stimolo.
La iperreattività bronchiale aspecifica è caratteristica dell'asma bronchiale ma può essere riscontrata in corso di altre patologie quali la broncopatia cronica ostruttiva, la rinite allergica, la fibrosi cistica, le bronchiectasie.
Gli stimoli capaci di provocare la broncocostrizione sono vari: lo sforzo fisico, la iperventilazione di aria secca e fredda, gli aerosol di acqua distillata, di soluzioni saline, di varie sostanze (istamina, metacolina, adenosina).
La iperresponsività bronchiale può essere quantificata somministrando degli aerosol di concentrazioni crescenti di agenti ad azione notoriamente broncocostrittiva  quali l'istamina o la metacolina e monitorando contemporaneamente la pervietà delle vie aeree con la misurazione del FEV1 o di altri parametri di funzionalità respiratoria. In particolare si valuta la concentrazione di metacolina o di istamina che determina una caduta del FEV1 pari al 20% (PC20).
Questa valutazione costituisce un utile test diagnostico nei pazienti asmatici.
La patogenesi della iperreattività bronchiale non è nota, ma numerose osservazioni suggeriscono che essa sia conseguenza dell'infiammazione della mucosa delle vie aeree.